# Культ личности Путина

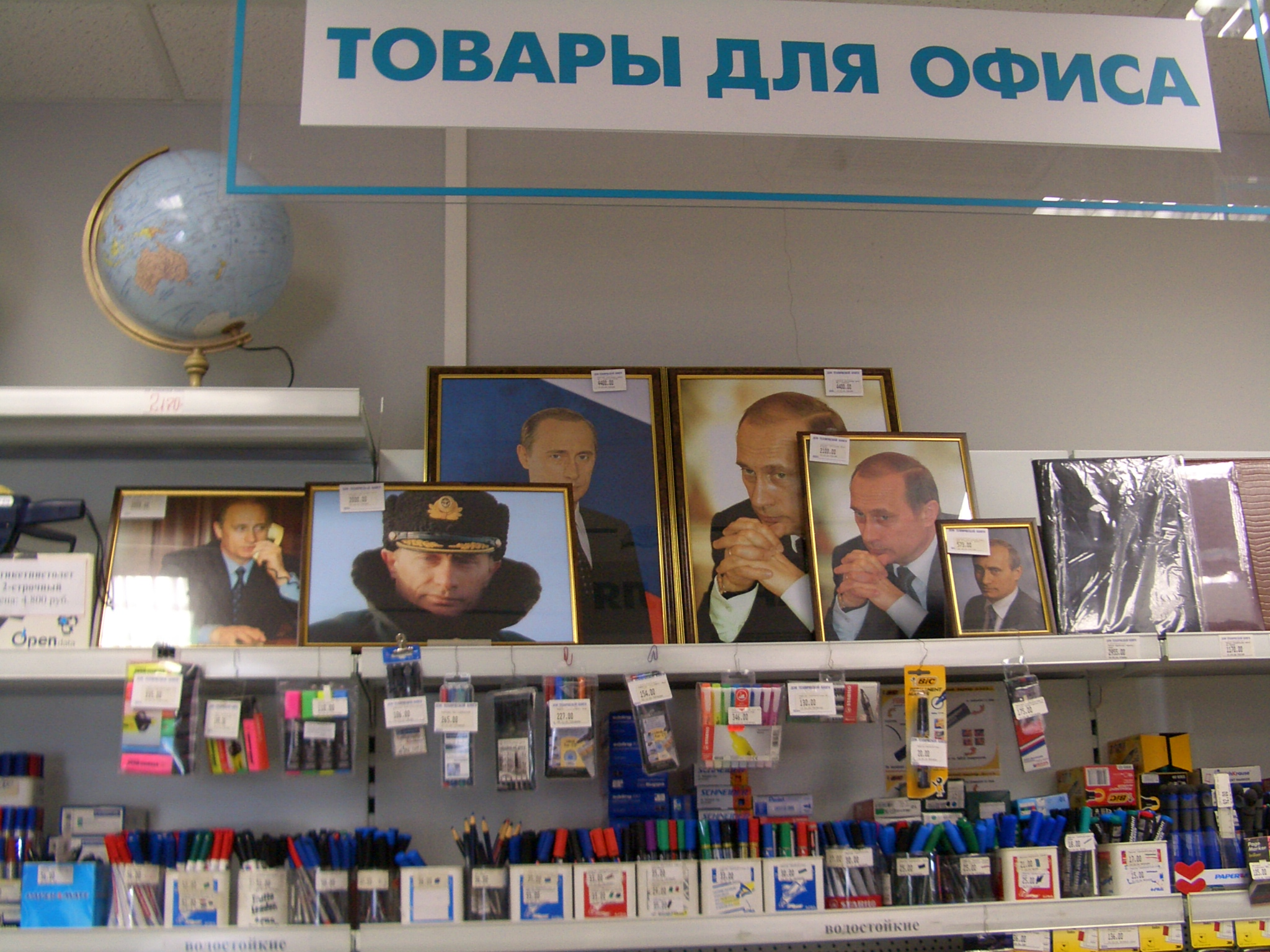
Портреты в отделе канцелярских принадлежностей, Москва

Культ ли́чности Пу́тина — возвеличивание политического и социологического образа президента России Владимира Путина по аналогии с культом личности советских лидеров, таких как, в частности, Иосифа Сталина, а также Бенито Муссолини и Мао Цзэдуна. Сами власти отрицали насаждение культа личности Путина в стране, но, по опросам Левада-Центра, уже в 2011 году об этом заявлял каждый четвёртый россиянин.
Исследователи связывают культ личности Владимира Путина с навязчивой идеей реанимации прошлого России для восстановления её «величия» таким образом оправдывая российско-украинскую войну и общую конфронтацию со странами Запада.

## История

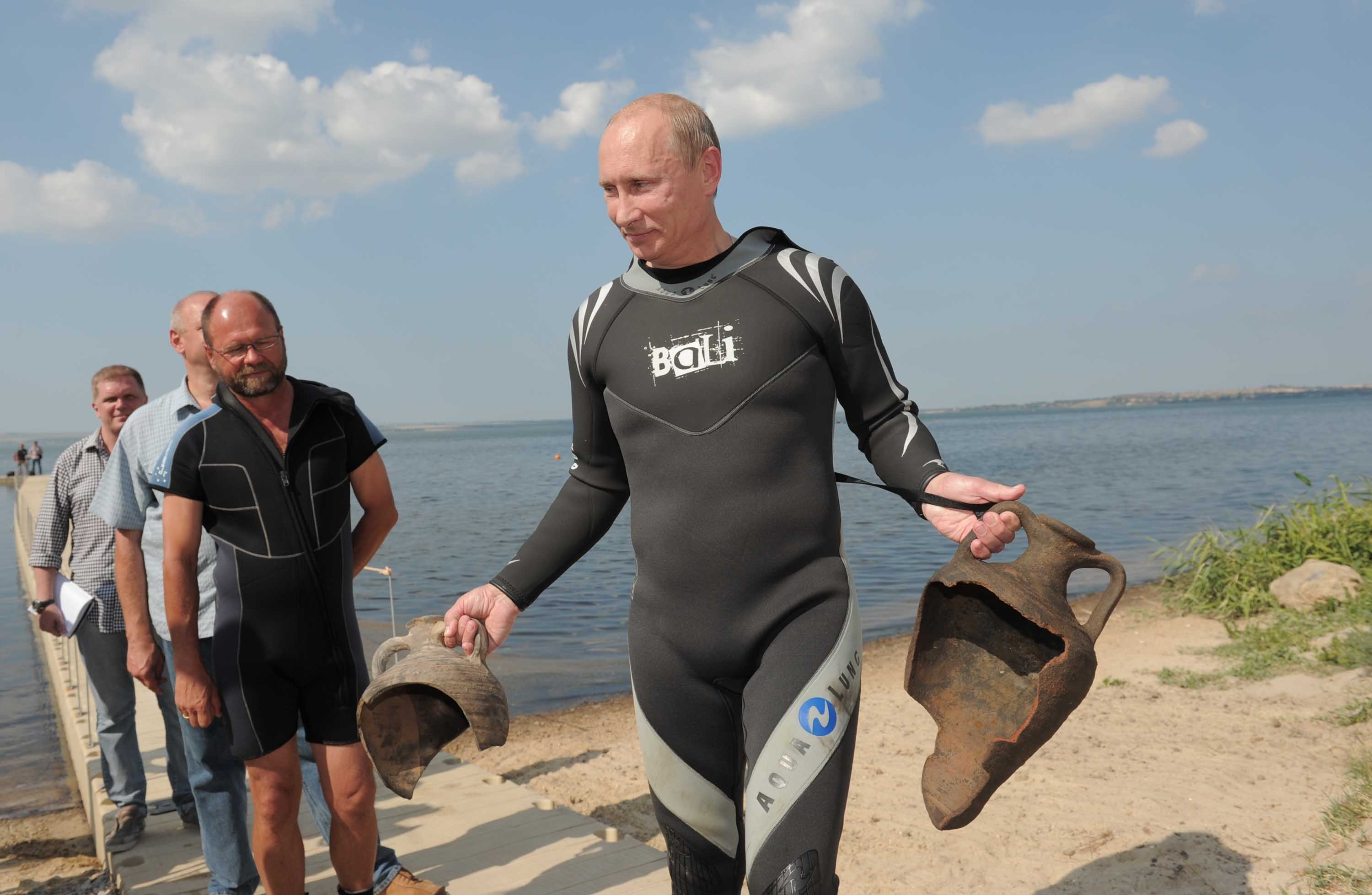
Путин, «выловивший» древние амфоры, 2011 год

С момента прихода Владимира Путина к посту президента России в 2000 году, СМИ и высшее руководство страны старались сформировать его образ как некого мужественного, решительного и бесстрашного лидера, который должен пойти по стопам таких знаменитых правителей как Владимир Ленин и Иосиф Сталин, то есть, как и в сталинский период, решило сплотить население вокруг «общей идеи».
Пиарщики президента начали выстраивать, с одной стороны, образ сильного и храброго лидера, с другой — близкого к народу человека. Среди образов Путина, которые продвигали его сторонники, были православный верующий, спортсмен-дзюдоист, военачальник, друг животных. Для поддержания такого имиджа российские СМИ выпускали материалы о том, как президент катается верхом, летает на истребителях или на дельтаплане с западно-сибирскими стерхами, участвует в тушении лесных пожаров, ныряет за античными амфорами. Позднее становилось известно, что репортажи о некоторых геройствах президента подстроены. Однако агитаторы всё равно называли Путина «божьей милостью», «белым рыцарем» и «кормчим», приравнивая его к некой государственной святыне. Свою близость к народу президент демонстрировал за счёт использования жаргона и крылатых выражений, показательных встреч с избирателями и подарков молодёжи. Путин, как отмечают американские специалисты в области критических культурных и международных исследований Юлия Хребтан-Хорхагер и Евгения Пятовская, также играет роль строгого, но заботливого отца для граждан России. По мере подавления прав ЛГБТ и принятия закона о запрете домашнего насилия в России президент также проводил ежегодные сеансы прямой линии для удовлетворения насущных потребностей граждан.
Поддержка населения объяснялась ожиданиями граждан улучшения экономической ситуации после кризисов 1990-х годов. Предвыборные кампании Путина строились не на политических инновациях, а на документальных фильмах, посвящённых «кандидату номер один». По подсчётам журналистов, такие акции по федеральным каналам охватывали более 23,5 млн зрителей старше 18 лет. Ещё одним элементом привлекательности Путина для россиян заключается в защите России от стран Запада. Президент, среди прочего, заявлял, что он невосприимчив к критике со стороны Запада, и осуждает Запад, особенно США, за поддержку Украины и экономические санкции против России.
Со временем неспособность президента улучшить положение дел в стране сильно повлияла на отношение к его образу. Уже в 2012 году эксперты начали говорить о «моральном износе личности Путина». Но в последующие годы власти продолжили навязывать позитивное отношение к президенту с помощью пропаганды. Например, известно высказывание Дмитрия Киселёва в честь шестидесятилетия Путина: «По масштабам деятельности Путин как политик сравним среди своих предшественников в XX веке только со Сталиным». Также руководителя страны продолжали восхвалять в литературных произведениях, пресс-конференции с ним транслировали на столичных высотках. Для поддержания образа «волшебника, который в прямом эфире решает проблемы граждан» регулярно проводились прямые линии. Оскорбления президента, наоборот, жёстко пресекались: к 2020 году за это ввели административные и уголовные наказания.

## Мнения о наличии культа личности
Уже в 2001 году, спустя лишь год после начала президентства Путина, новостное агентство «Би-би-си» высказало мнение о начавшейся тенденции к развитию культа личности Путина. В качестве аргументов агентство привело краткое описание телерепортажа канала ТВ-6, в котором рассказывалось о широком выборе портретов Путина в подземном переходе московской станции метро «Парк культуры» и о том, что приобретение такого портрета считается «хорошим вкусом». Кроме того, «Би-би-си» сослалось на аналитический материал «Общей газеты», в котором высказывалось мнение о том, что тёплые чувства к Путину могут быть обусловлены желанием населения сохранить чувство собственного достоинства. В том же году итальянская газета «Corriere della Sera» посвятила проявлениям культа личности отдельную публикацию.
В качестве проявления определённых элементов культа личности политика британский политолог Ричард Саква указывает на распространившуюся традицию вывешивания во всех офисах президентской администрации и во многих правительственных кабинетах портретов Путина. 
Евгений Киселёв считает, что культ личности Путина смог состояться благодаря мощной телевизионной пропаганде:
Путин построил мощный культ своей личности благодаря государственному телевидению, которое бесконечно показывает его в благоприятном свете при любых обстоятельствах
В октябре 2007 года, выступая на пресс-конференции для российских региональных СМИ, культ личности Путина обнаружил в России президент Белоруссии Александр Лукашенко. После просмотра некоторых эпизодов недавнего съезда «Единой России» Лукашенко, по его словам, обеспокоился тем, что Россия может скатиться в советские времена, «когда все вскакивали и кричали „Слава КПСС“». Агентство «Би-би-си» в обзоре британской прессы за ноябрь 2011 года также провело параллели между стилем правления премьер-министра и советским режимом, назвав происходящее «неосоветским культом личности». Немецкая газета Die Welt в публикации 2014 года отмечала, что культ личности Путина начал разрастаться с началом кризиса на Украине и, прежде всего, с аннексией Крыма.
На существование культа личности Путина указывал Гидеон Рахман в статье в Financial Times.
Тема культа личности неоднократно затрагивалась рядом политиков, политологов и социологов. Политологи считают, что население преувеличивало личные качества президента, желая представить образ сильного правителя. На это восприятие влияло то, что президент постоянно демонстрировал, что активно прислушивается к жалобам граждан и обещал повлиять на региональных чиновников. В результате в стране сложилась система, при которой региональная власть часто не устраняла проблемы на местах без указания сверху. Политологи сравнивали образ Путина в сознании граждан с «добрым царём», до которого можно дотянуться.

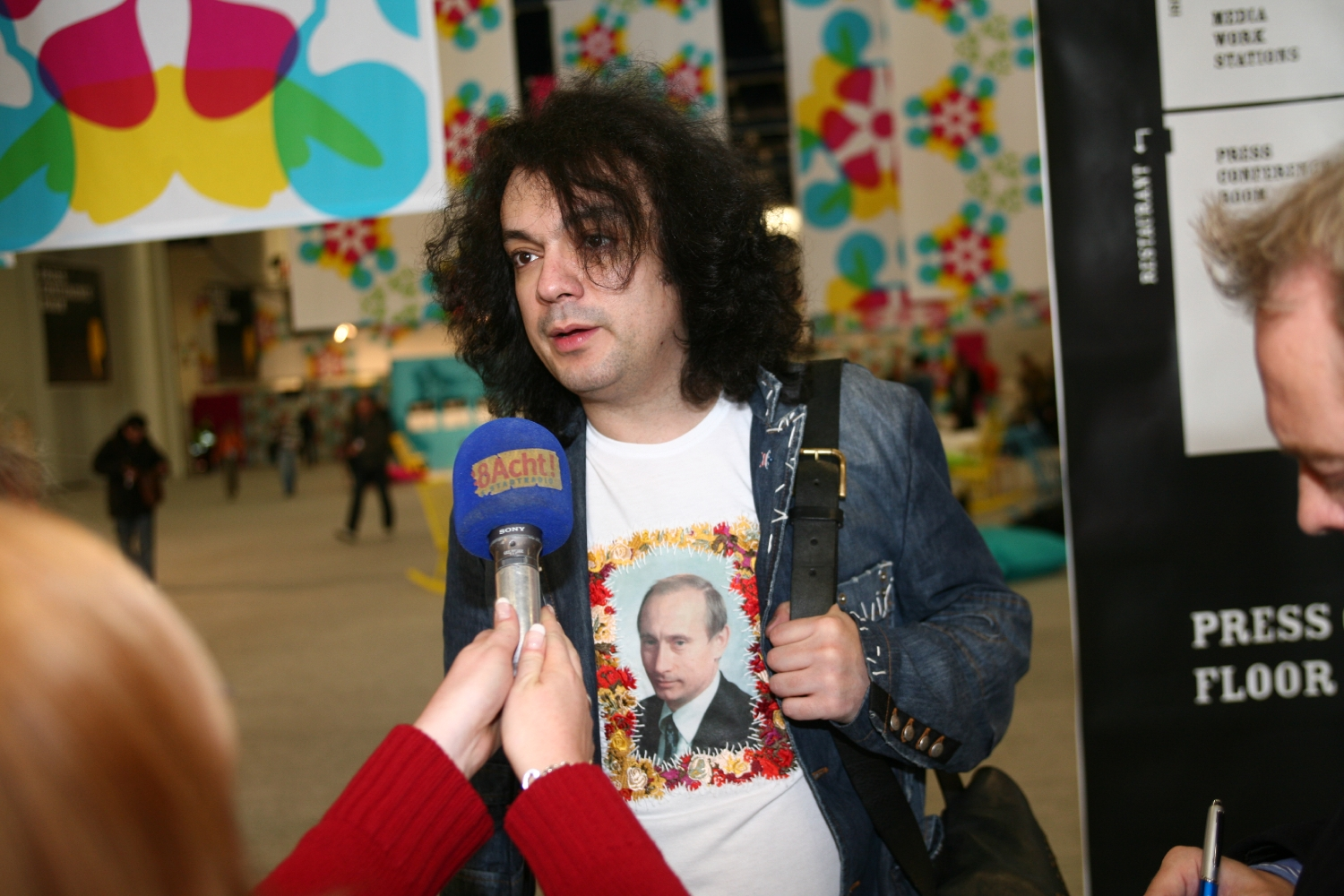
Филипп Киркоров в майке с Путиным, 2007 год

## Проявление
Замеченные в агитации культурные и политические деятели продвигали образ президента, выступая за его переизбрание. Например, в разные годы открытые письма писали Никита Михалков и Зураб Церетели, президент Чечни Рамзан Кадыров, бывший мэр Москвы Юрий Лужков.
В январе 2012 года в Нижегородской области в храме поклоняющейся президенту секты «Воскрешающая Русь» заявили, что икона Владимира Путина якобы обновилась и замироточила.
Маттео Сальвини, лидер итальянской правой партии «Лига Севера» и бывший заместитель премьер-министра Италии, несколько раз надевал футболку с изображением Путина, в том числе позировал в ней на Красной площади в Москве. В 2019 году в офисе Сальвини в Милане висели две фотографии Путина. Сальвини также заявлял, что Путин является одним из лучших лидеров мира.
В марте 2020 года председатель Государственной думы Вячеслав Володин заявил: «Не нефть и газ наше преимущество. Как видите, и нефть, и газ могут падать в цене. Наше преимущество — Путин. И мы его должны защитить».
В апреле 2020 года стало известно, что в главном храме Вооружённых сил России будут мозаичные изображения президента Владимира Путина, министра обороны Сергея Шойгу и главы СССР Иосифа Сталина. Такое оформление храма объяснялось традицией.
В апреле 2023 года, стало известно что участвовавшим в российском вторжении на Украину военным подарили икону с Путиным на Пасху.

### В массовой культуре
Вскоре после прихода Путина к власти стала популярна одежда с его портретами; фотографии президента размещали в школах муниципальных заведениях, в Грозном в его честь был переименован один из проспектов города, в Кыргызстане — один из горных пиков. В конце 2000-х годов создавались патриотические молодёжные организации, которые в Интернете окрестили «Путинюгенд».
В 2001 году «Белый орёл» записала песню «А в чистом поле», в которой в том числе содержатся слова: «А в чистом поле система „Град“! За нами Путин и Сталинград!». В 2002 году поп-группа «Поющие вместе» выпустила песню «Такого, как Путин!».

## Мнение Путина о культе Путина
По словам самого Путина, он не согласен с существованием культа своей личности и считает сравнение его со Сталиным неуместным. Согласно заявлению Путина, сделанному в 2010 году на встрече с представителями западной прессы, население России не допустило бы подобного злоупотребления властью. Однако для предотвращения концентрации власти в руках одного человека необходимо сильное гражданское общество.

## Данные социологических опросов

Динамика данных социологических опросов о культе личности Путина, проводившихся Левада-центром с 2006 по 2011 годы.

Общероссийские социологические опросы по теме «существует ли культ личности Путина?» проводились как минимум с 2004 года. По данным Левада-Центра за март 2006 года 57 % россиян не видело наличие культа личности Владимира Путина, тогда как однозначно отмечало наличие культа личности на тот момент времени лишь 10 % опрошенных. К октябрю 2011 года первый показатель снизился до 33 %. В то же время, по состоянию на октябрь того же года, доля россиян, согласных с наличием культа личности Путина, выросла до 25 %. Доля же россиян, видящих предпосылки к возникновению культа личности, выросла с 21 % в марте 2006 года до 30 % в октябре 2011 года.
В 2014 году Левада-центр провёл социологический опрос о рейтинге В. Путина и о том, как россияне относятся к «культу личности» Путина. Согласно статистике центра, 19 % считали, что культ личности Путина существует. О предпосылках говорили 40 % опрошенных, 31 % ответивших сказали, что культа личности нет. Ответы Левада-Центр сравнил с 2006 годом, когда об отсутствии культа говорили 56 %, и с 2011 годом — 33 %.
В 2021 году четверть россиян подтверждали существование в России культа личности Путина. При этом 40 % опрошенных считали, что президент выражает интересы силовиков и олигархов, ещё 29 % — государственных чиновников.

## Протесты против культа личности Путина
В октябре 2002 года у здания администрации Санкт-Петербурга 20 человек провели пикет под лозунгом «Нет культу личности Путина». Путина поздравляли символические «олигархи», «представители силовых структур», «женщины России».
В Челябинске «Другая Россия» провела пикеты против культа личности Путина. Путин был представлен вместе со Сталиным на одном плакате, участники пикета распространяли обращение против Путина.
Мэрией Москвы было отказано Союзу правых сил в проведении митинга в День народного единства 4 ноября 2007 года под лозунгом «Нет культу личности Путина!».